# エネコ・アチャ・アスルメンディ
エネコ・アチャ・アスルメンディ（バスク語: Eneko Atxa Azurmendi, 1977年 - ）は、スペイン王国ビスカヤ県アモレビエタ＝エチャノ出身の料理人。バスク州ビスカヤ県ララベツ（ビルバオ都市圏）にあるレストラン「アスルメンディ」のオーナーシェフ。

## 経歴
1977年にバスク地方のビスカヤ県アモレビエタ＝エチャノに生まれ、レイオアにあるレイオア・ホテル学校で学んだ後に、「バシェリ・マイテア」、「アサドール・サルドゥア」、「アンドラ・マリ」、「マルティン・ベラサテギ」、「ムガリッツ」、「アサドール・エチェベリ」など、バスク地方の様々なレストランで働いた。
25歳だった2000年には、第3回スペイン若手料理人選手権で優勝した。2005年には革新的な料理技術を称えるバスク料理界のピルピル賞にノミネートされた。2006年には国際的な料理学会であるマドリード・フュージョンで、新進気鋭レストランにノミネートされた。2007年にはエウスカディ賞のレストラン部門を受賞した。2008年にはガリシア・ガストロノミー会議で健康料理賞を受賞した。
自身の名を冠したレストラン「アスルメンディ」はビスカヤ県ララベツにある。伝統的なバスク料理に革新性を加えており、マルティン・ベラサテギやフアン・マリ・アルサックなど「新バスク料理」の担い手の系譜を受け継いでいるまた、アチャ・アスルメンディはワインにも通じている。

## 評価
2014年にはアメリカ合衆国のエリート・トラベラー誌による「世界のトップ100レストラン」で第7位に選ばれ、2015年には第3位に選ばれ、2016年には第2位に選ばれた。2014年にはOpinionated About Diningの「ヨーロッパのトップ100レストラン」で第19位に選ばれ、その年の初登場最高位を記録した。2015年には一気に浮上して第1位に選ばれた。

### 世界のベストレストラン50
レストラン誌「世界のベストレストラン50」では2014年に初めてランクインして26位となった。2015年には19位となり、2016年には16位となった。
- 2013年 : 圏外
- 2014年 : 26位
- 2015年 : 19位
- 2016年 : 16位

### ミシュランガイド
2007年（2008年版）にはミシュランガイドで1つ星を獲得した。2010年（2011年版）にはミシュランガイドで2つ星を獲得した。2012年（2013年版）にはミシュランガイドで3つ星を獲得した。前年から3つ星を獲得していた「マルティン・ベラサテギ」（シェフは同名）、「アル・サリェー・ダ・カン・ロカ」（ジュアン・ロカ）、「サン・パウ」（カルメ・ルスカイェーダ）、「アルサック」（フアン・マリ・アルサック）、「アケラレ」（ペドロ・スビハナ）に加えて、「アスルメンディ」と「キケ・ダコスタ」（シェフは同名）がこの年に3つ星に昇格している。この7軒のレストランのうち「アスルメンディ」を含む4件はバスク地方のレストランだった。
- 2008年版-2010年版 1つ星
- 2011年版-2012年版 2つ星
- 2013年版-2016年版 3つ星